# Çò des deth Teishinehèr
Çò des deth Teishinehèr és una casa de Casarilh, al municipi de Vielha e Mijaran (Vall d'Aran), inclosa a l'Inventari del Patrimoni Arquitectònic de Catalunya.

## Descripció
És un model de casal de posició socio-econòmica mitjana. Cada estructura rectangular,de dues plantes i "l'humarau" (però,sense "lucanes") La façana orientada als ports del nord presenta una disposició simètrica de les obertures. Al mig la porta d'accés tota de fusta, amb un graó, i sengles daus de marbre a cada banda (reaprofitats) que aïllen de la humitat. Les dues fulles són decorades amb motius geomètrics,simètrics i en relleu (s'ha reforçat la part inferior). La coberta conserva l'estructura de fusta i la teulada de pissarra. Al costat dret té adossats la "bòrda" i el corral; a l'esquerre el paller. El conjunt d'edificis presenta la façana arrebossada, amb un sòcol que imita una estructura de pedres tallades. Altrament, la pintura de color granat en les obertures contrasta amb el color blanc del fons.

## Història
D'acord amb el nom de la casa, i el costum de la Val es teixien tota mena de draps en tallers o obradors on es treballava en el cànem i el lli.